# Macravestibulum eversum
Macravestibulum eversum är en plattmaskart. Macravestibulum eversum ingår i släktet Macravestibulum och familjen Pronocephalidae. Inga underarter finns listade i Catalogue of Life.